# سرجو استفانینی
سرجو استفانینی (ایتالیایی: Sergio Stefanini; ۱۸ فوریهٔ ۱۹۲۲ – ۷ اوت ۲۰۰۹) بازیکن بسکتبال اهل ایتالیا بود. وی در بازی‌های المپیک تابستانی ۱۹۴۸ و ۱۹۵۲ شرکت کرده‌است.